# Tripterygium wilfordii
Tripterygium wilfordii (Lôi Công Thằng)là một loài thực vật có hoa trong họ Dây gối. Loài này được Hook. f. miêu tả khoa học đầu tiên năm 1862.

## Hình ảnh

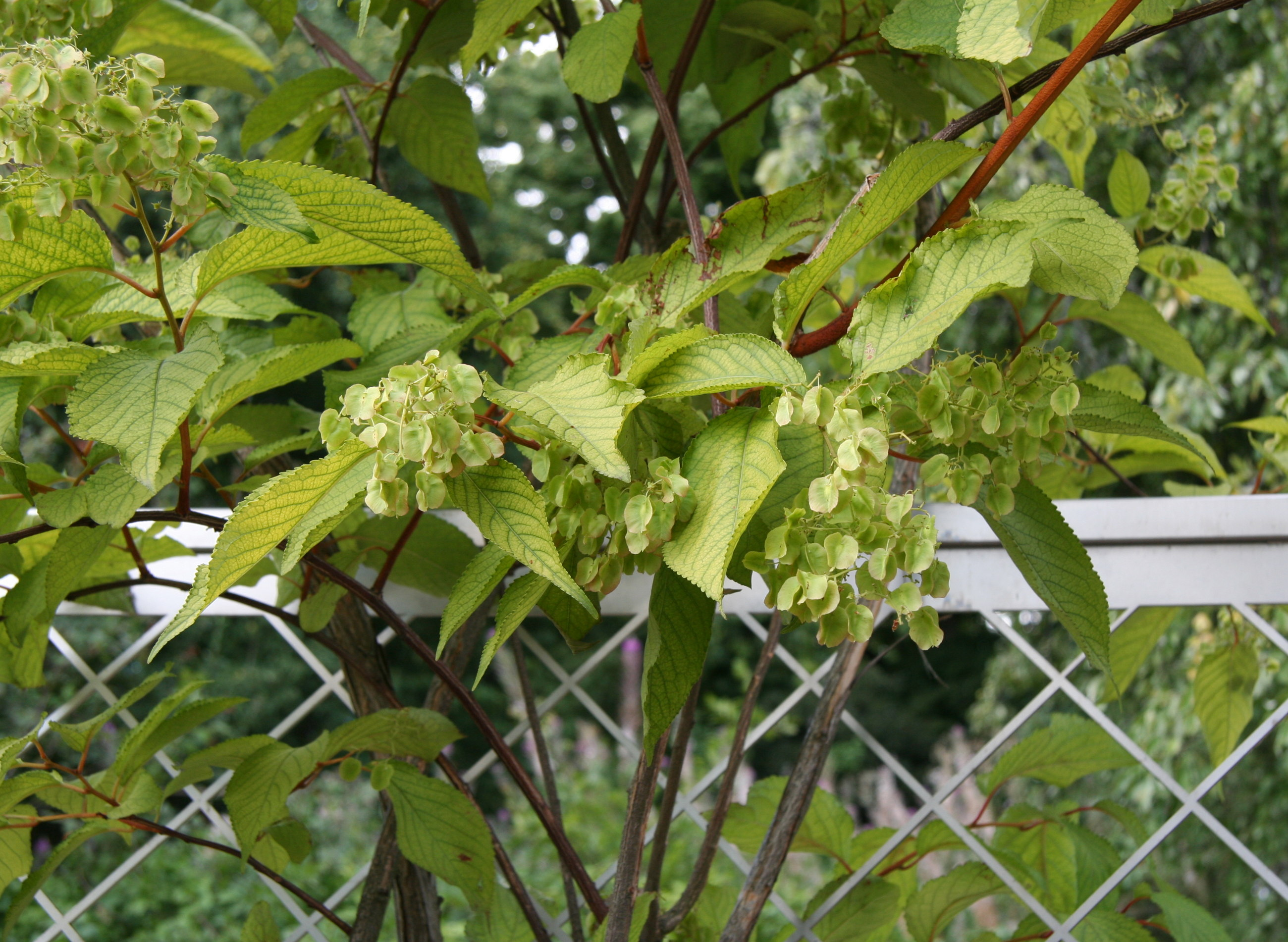